# Els Merlets
Els Merlets és un urbanització que pertany al municipi de Golmés (Pla d'Urgell). L'any 2018 tenia 74 habitants